# مالك بن قيس
هو مالك بن قيس بن ربيعة بن سعد بن ربيعة العجلي البكري قائد بني عجل من قبيلة بكر بن وائل وقال عبد الملك بن عبد العزيز عن مطرف بن عبد الله عن عبد الله بن عمر قال: كان مالك بن قيس سيد لعجل وقد دافع مع الساسانيين كما قاد تغلب وبكر في قتال المسلمين وكان له ولربيعة بن بجير و عبدالأسود العجلي قصور من فضة في الحيرة بناها إياس بن قبيصة الطائي لكي يستخدمهم في قتال غارات المثنى بن حارثة الشيباني المسلم وكان المثنى يغير على الحيرة و المدائن لكن مالك كان يصده إلى أن طفح كيل أبو بكر الصديق فأرسل خالد بن الوليد للهجوم على حواف دولة الساسانيون

## مقتله

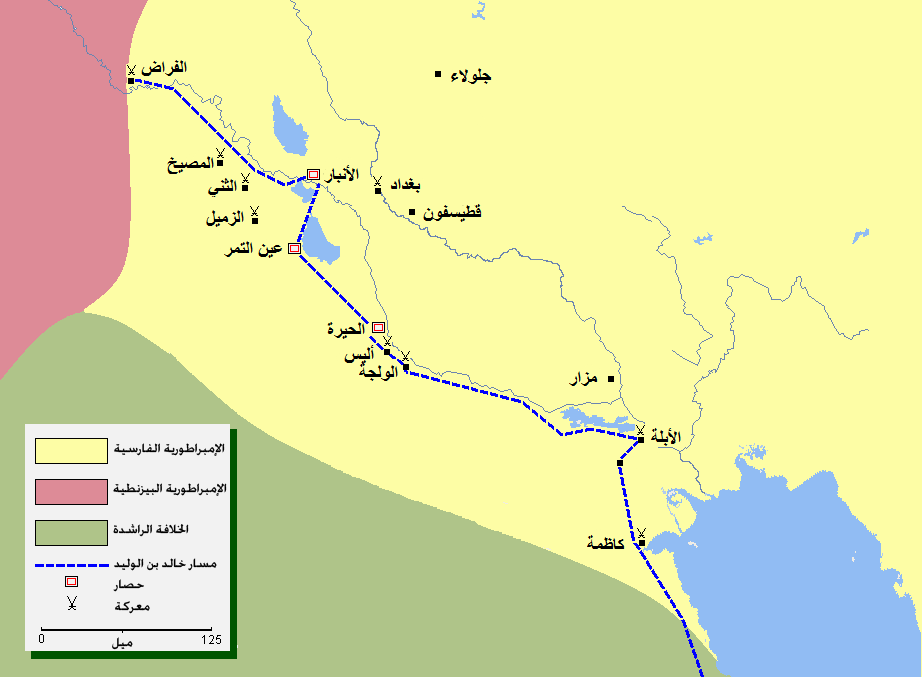

حين أتى خالد بالجيش الأسلامي لصد الساسانيين عن الهجوم على قبيلة شيبان من بكر بن وائل وهي قبيلة مسلمة خاضعة تحت حكم أبو بكر وحين أتى خالد خرج مالك بن قيس و ربيعة بن بجير و عبدالأسود فنادى خالد بن الوليد بعد أن وكل من يحمي ظهره : أين ابن أبجر؟ أين عبدالأسود؟ أين مالك بن قيس؟ . 
ولم يبرز غير مالك فتمكن خالد من قتله بضربتين موجعتين بالسيف .